# Justina de Padua
Santa Justina de Padua (en italiano: Giustina di Padova) es una santa cristiana de la que se dice que fue martirizada en el año 304. Se dice que era una joven que tomó votos privados de castidad y fue asesinada durante las persecuciones de Diocleciano. Es la santa patrona de Padua. 
La Historia medieval la describe como discípula de san Pedro. Así, san Prosdócimo, el primer obispo de Padua, se dice que fue el padre espiritual de Justina; su historia afirma que él fue enviado desde Antioquía por Pedro.

## Veneración
La abadía de Santa Justina, en Padua, está dedicada a la santa. Allí se conserva una pintura de Paolo Veronese titulada Martirio de santa Justina. 
El complejo fue fundado en el siglo V sobre la tumba de Justina, y en el siglo XV se convirtió en una de los más importantes monasterios de la zona, hasta que fue suprimido por Napoleón en 1810. En 1919 fue reabierto. Se conservan allí las tumbas de varios santos: santa Justina, San Prosdócimo, san Máximo, San Urio, Santa Felicitas, San Juliano, así como reliquias del apóstol San Matías y el evangelista San Lucas.
San Carlos Borromeo le dedicó la capilla del Collegio Borromeo (construido en 1561) en Pavía.